# Skinny Love
Skinny Love est une composition du groupe américain d'indie folk Bon Iver sortie le 28 avril 2008 sous format numérique. La chanson, écrite par Justin Vernon, correspond au 1er single extrait de leur 1er album studio For Emma, Forever Ago.
En 2011, la chanson est reprise par la musicienne britannique Birdy.

## Version de Bon Iver
Singles de Bon Iver
For Emma
(2008)
Pistes de For Emma, Forever Ago
Lump Sum
(2) The Wolves (Act I and II)
(4)
La chanson est utilisée lors du deuxième épisode de la 5e saison de la série américaine Grey's Anatomy et lors de l'épisode 3 de la saison 2 de Chuck.

### Liste des pistes
| No | Titre       | Durée |
| -- | ----------- | ----- |
| 1. | Skinny Love | 3:59  |

### Classement par pays
| Classement (2012)                               | Meilleure position |
| ----------------------------------------------- | ------------------ |
| Danemark (Tracklisten)                          | 32                 |
| Royaume-Uni UK Official Streaming Chart Top 100 | 88                 |

### Certifications
| Pays     | Organisme | Certification | Vente  |
| -------- | --------- | ------------- | ------ |
| Danemark | IFPI      | Or            | 15 000 |

## Version de Birdy
Singles de Birdy
Shelter
(2011)
Pistes de Birdy
1901
(1) People Help the People
(3)
Skinny Love est également une reprise par la musicienne britannique Birdy, sortie le 30 janvier 2011 sous format numérique. La chanson est diffusée sur la radio Xfm. La chanson est élue « Enregistrement de la semaine » par la présentatrice Fearne Cotton de UK radio DJ. La chanson est utilisée dans l'épisode 21 de la saison 2 de la série télévisée dramatico-fantastique américaine Vampire Diaries et également dans le 1er épisode de la 1re saison de la mini-série britannique Prisoners' Wives.
En 2011, Skinny Love s'est vendu à 259 000 exemplaires au Royaume-Uni, devenant ainsi la 3e meilleure vente d'un single rock de l'année 2011. En février 2012, le single s'est vendu à 320 475 exemplaires au Royaume-Uni.

### Liste des pistes
| No | Titre       | Durée |
| -- | ----------- | ----- |
| 1. | Skinny Love | 3:20  |

### Classement par pays
| Classement (2011-2012)                            | Meilleure position |
| ------------------------------------------------- | ------------------ |
| Autriche (Ö3 Austria Top 40)                      | 15                 |
| Belgique (Flandre Ultratop 50 Singles)            | 3                  |
| Belgique (Wallonie Ultratop 50 Singles)           | 4                  |
| France (SNEP)                                     | 2                  |
| France (Airplay)                                  | 1                  |
| Irlande (IRMA)                                    | 35                 |
| Pays-Bas (Nederlandse Top 40)                     | 2                  |
| Pays-Bas (Single Top 100)                         | 1                  |
| Écosse (OCC)                                      | 17                 |
| Suisse (Schweizer Hitparade)                      | 19                 |
| Royaume-Uni (UK Singles Chart)                    | 17                 |
| Royaume-Uni (UK Official Streaming Chart Top 100) | 70                 |

### Classement de fin d'année
| Classement (2011)                    | Position |
| ------------------------------------ | -------- |
| Belgique Classement single (Flandre) | 20       |
| Pays-Bas Classement single           | 22       |

### Certifications
| Pays             | Organisme | Certification | Ventes  |
| ---------------- | --------- | ------------- | ------- |
| Australie        | ARIA      | 6 × Platine   | 420 000 |
| Belgique         | BEA       | Platine       | 30 000  |
| France           | SNEP      | Or            | 150 000 |
| Nouvelle-Zélande | RIANZ     | Platine       | 15 000  |
| Suisse           | IFPI      | Or            | 15 000  |

### Historique de sortie
| Pays        | Date            | Format                   | Label            |
| ----------- | --------------- | ------------------------ | ---------------- |
| Royaume-Uni | 30 janvier 2011 | Téléchargement numérique | Atlantic Records |